# Lantenay (Ain)
Lantenay ist eine französische Gemeinde mit 265 Einwohnern (Stand 1. Januar 2022) im  Département Ain in der Region Auvergne-Rhône-Alpes. Sie gehört zum Kanton Plateau d’Hauteville im Arrondissement Nantua.

## Geographie
Lantenay liegt auf 720 m, etwa 18 Kilometer nordöstlich der Stadt Ambérieu-en-Bugey und 29 Kilometer südöstlich der Präfektur Bourg-en-Bresse (Luftlinie). Das Bauerndorf erstreckt sich im zentralen Bugey, auf einem erhöhten Plateau am östlichen Rand der breiten Senke der Combe du Val im Jura, am Fuß des Crêt des Eculaz.
Die Fläche des  6,59 km² großen Gemeindegebiets umfasst einen Abschnitt des südlichen französischen Juras. Der zentrale Teil wird von der rund 1 km breiten in Nord-Süd-Richtung orientierten Mulde der Combe du Val (im Mittel auf 670 m) eingenommen, die eine Synklinale im Faltenjura bildet. Diese Mulde wird durch den Borrey nach Norden zum Oignin entwässert. Im Westen wird diese Senke durch den steil ansteigenden Hang der Chaîne de l’Avocat (bis 980 m) begrenzt. Nach Osten erstreckt sich das Gemeindeareal über das Plateau von Lantenay bis auf die angrenzende Antiklinale des Crêt des Éculaz, auf dem mit 1012 m die höchste Erhebung von Lantenay erreicht wird. Der westliche Abhang dieser Bergkette wird durch zwei kurze Seitentäler des Borrey untergliedert.
Zu Lantenay gehören der Weiler Le Tremblay (672 m) in der Talebene der Combe du Val und einige Einzelhöfe. Nachbargemeinden von Lantenay sind Vieu-d’Izenave und Outriaz im Norden, Champdor-Corcelles mit Corcelles im Osten sowie Izenave im Süden.

## Geschichte
Die Pfarrei Lantenay mit dem kleinen Priorat, die beide im 13. Jahrhundert erstmals erwähnt wurden, waren von Ambronay abhängig. Die Herrschaftssitze von Lantenay und Molard gehörten im 14. Jahrhundert der Familie de Rougemont (bei Aranc), die unter der Oberhoheit der Grafen von Savoyen stand. Mit dem Vertrag von Lyon gelangte Lantenay im Jahre 1601 an Frankreich. Zu einer Gebietsveränderung kam es 1873, als Outriaz von Lantenay abgetrennt und zur selbständigen Gemeinde erhoben wurde.

## Bevölkerung
| Jahr                       | 1962 | 1968 | 1975 | 1982 | 1990 | 1999 | 2011 | 2021 |
| Einwohner                  | 224  | 186  | 176  | 198  | 235  | 260  | 260  | 270  |
| Quellen: Cassini und INSEE |      |      |      |      |      |      |      |      |

Mit 265 Einwohnern (Stand 1. Januar 2022) gehört Lantenay zu den kleinen Gemeinden des Départements Ain. Nachdem die Einwohnerzahl in der ersten Hälfte des 20. Jahrhunderts deutlich abgenommen hatte (1896 wurden noch 305 Personen gezählt), wurde seit Beginn der 1980er Jahre wieder eine Bevölkerungszunahme verzeichnet. Die Ortsbewohner von Lantenay heißen auf Französisch Béguelin(e)s.

## Sehenswürdigkeiten
Die Pfarrkirche de l’Assomption (dt.: Mariä-Himmelfahrt-Kirche) wurde 1832 neu erbaut.

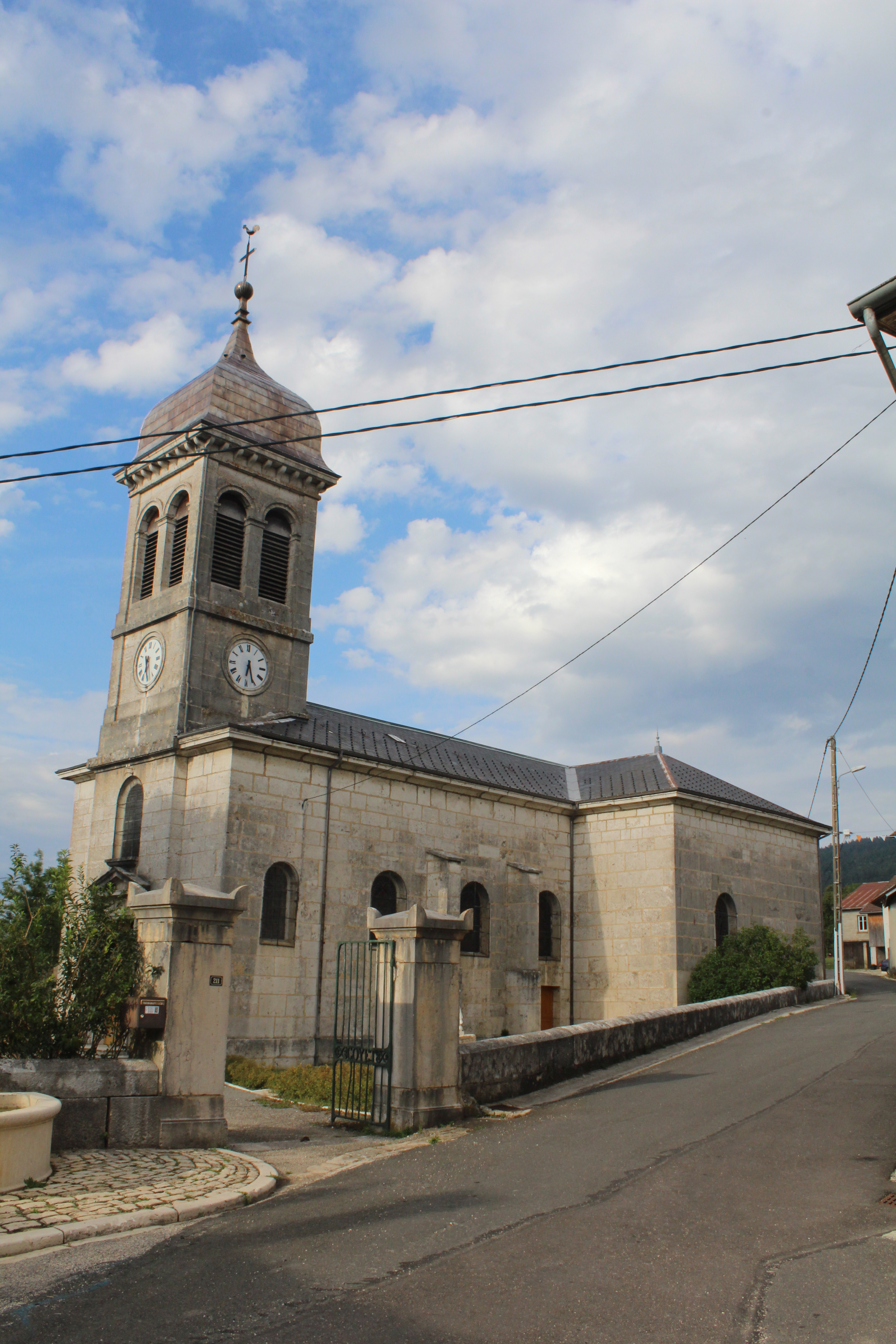
Pfarrkirche Mariä Himmelfahrt
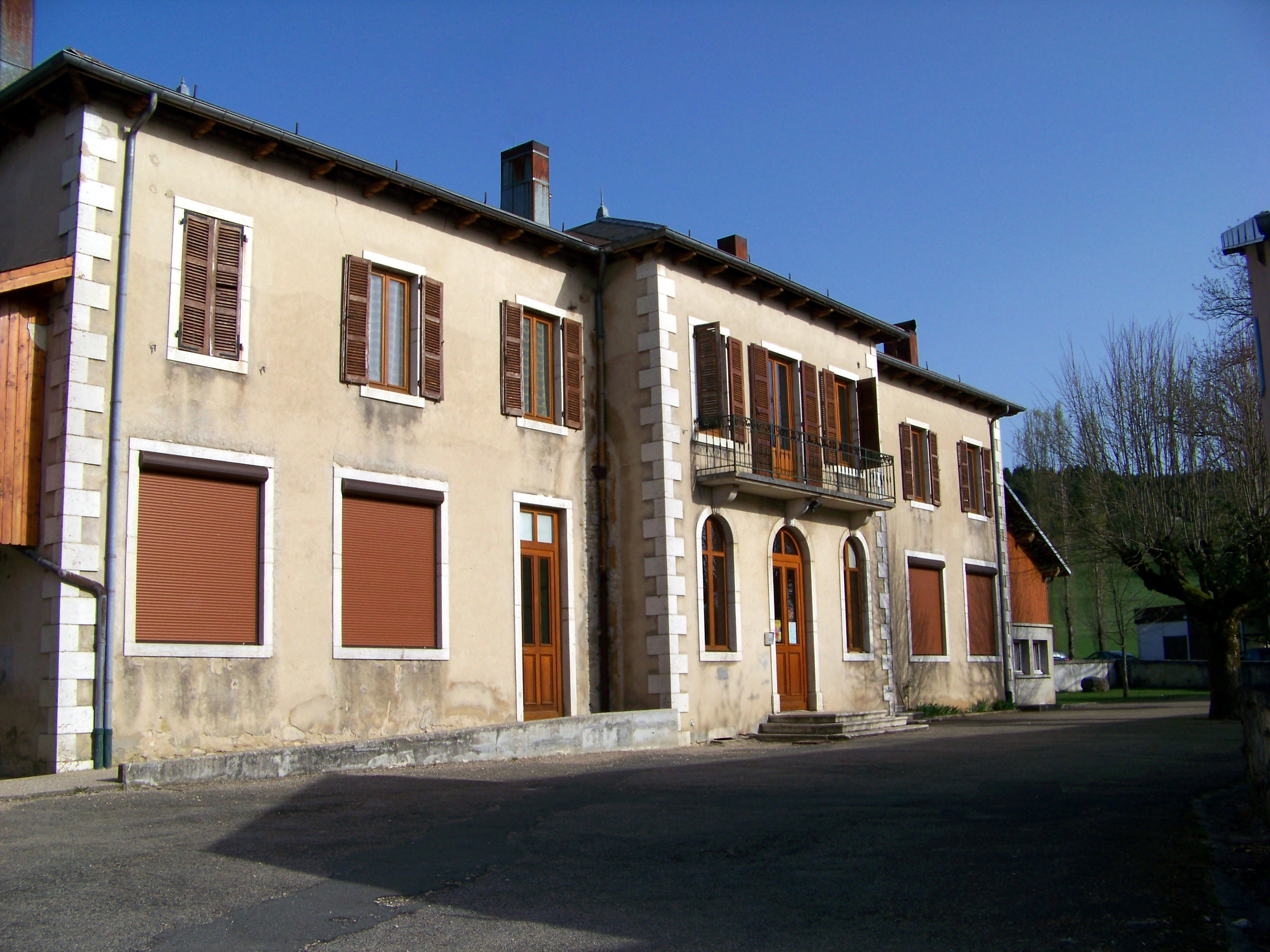
Rathaus (mairie)

## Wirtschaft und Infrastruktur
Lantenay war bis weit ins 20. Jahrhundert hinein ein vorwiegend durch die Landwirtschaft, insbesondere Milchwirtschaft und Viehzucht geprägtes Dorf. Noch heute leben die Bewohner zur Hauptsache von der Tätigkeit im ersten Sektor. Außerhalb des primären Sektors gibt es nur wenige Arbeitsplätze im Dorf.
Die Ortschaft liegt abseits der größeren Durchgangsstraßen. Die Hauptzufahrt erfolgt von Vieu-d’Izenave. Weitere Straßenverbindungen bestehen mit Izenave und Outriaz. Der nächste Anschluss an die Autobahn A40 befindet sich in einer Entfernung von rund elf Kilometern.